# Geert Jährig
Geert Jährig (* 29. März 1967) ist ein ehemaliger deutscher Schwimmsportler und Paralympics-Teilnehmer 1992.

## Werdegang
Geert Jährig stammt aus Leipzig. Als Mitglied des BV Leipzig kam er in den A-Kader und spezialisierte sich auf das Rückenschwimmen. In der deutschen Para-Schwimmennationalmannschaft wurde er in internationalen Wettbewerben eingesetzt und errang 1990 zunächst bei den Europameisterschaften drei Goldmedaillen, dann bei den Weltmeisterschaften über 100 m Rücken erneut eine Goldmedaille. Nach diesen Erfolgen gehörte er auch zur deutschen Mannschaft, die 1992 an den Sommer-Paralympics in Barcelona teilnahm, und gewann im 100-m-Rückenschwimmen sowie in der Besetzung mit Holger Wölk, Detlef Schmidt und Jochen Hahnengress Gold mit der 4-mal-100-Meter-Lagenstaffel. Danach nahm er wieder an den Weltmeisterschaften 1994 teil, bei denen er im 100 m Rücken Zweiter wurde.
Für den Medaillengewinn bei den Sommer-Paralympics 1992 wurde er von Bundespräsident Richard von Weizsäcker mit dem Silbernen Lorbeerblatt ausgezeichnet.